# Opština Mali Zvornik
Opština Mali Zvornik (v srbské cyrilici Општина Мали Зворник) je srbská základní jednotka územní samosprávy v západním Srbsku, u hranice s Bosnou a Hercegovinou. V roce 2011 zde žilo 12 482 obyvatel.
Opština Mali Zvornik se nachází v regionu známém jako Podriní. Většina území opštiny je hornatá a zalesněná; obyvatelstvo se věnuje dřevozpracujícímu průmyslu nebo těžbě dřeva. Hlavní dopravní tahy sledují víceméně údolí řeky Driny. Jediná železniční trať, která přechází přes území opštiny, spojuje města Ruma a Zvornik a na počátku 21. století byla mimo provoz.

## Sídla
V opštině se nachází celkem 12 sídel.
| - Amajić - Brasina - Budišić - Culine | - Čitluk - Donja Borina - Donja Trešnjica - Mali Zvornik | - Radalj - Sakar - Velika Reka - Voljevci |